# Microcrambus
Microcrambus är ett släkte av fjärilar. Microcrambus ingår i familjen Crambidae.

## Bildgalleri

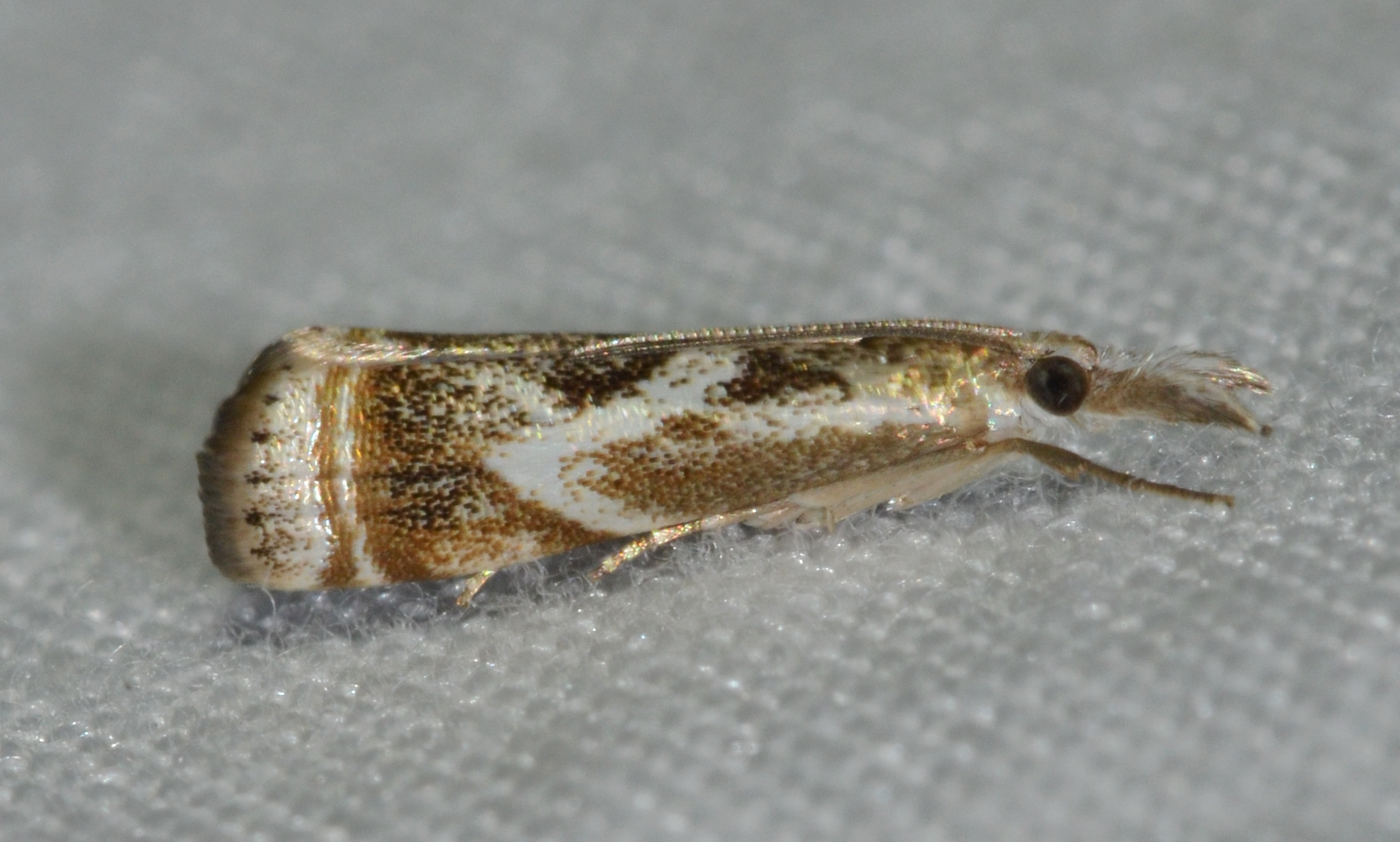
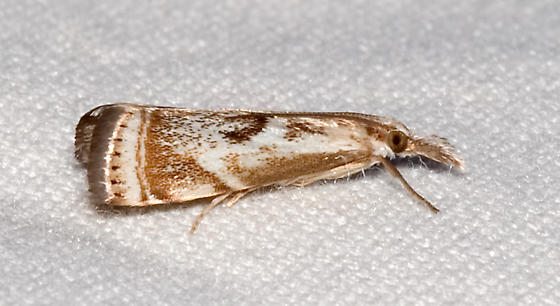

## Dottertaxa tillMicrocrambus, i alfabetisk ordning[1]
- Microcrambus agnesiella
- Microcrambus arcas
- Microcrambus asymmetricus
- Microcrambus atristrigellus
- Microcrambus bellargus
- Microcrambus bifurcatus
- Microcrambus biguttellus
- Microcrambus caracasellus
- Microcrambus castrella
- Microcrambus chrysoporellus
- Microcrambus copelandi
- Microcrambus cyllarus
- Microcrambus discludellus
- Microcrambus discobolus
- Microcrambus elegans
- Microcrambus elpenor
- Microcrambus elphegellus
- Microcrambus expansellus
- Microcrambus flemingi
- Microcrambus francescella
- Microcrambus grisetinctellus
- Microcrambus hector
- Microcrambus hippuris
- Microcrambus holothurion
- Microcrambus immunellus
- Microcrambus intangens
- Microcrambus jolas
- Microcrambus kimballi
- Microcrambus laurellus
- Microcrambus matheri
- Microcrambus mercury
- Microcrambus micralis
- Microcrambus minor
- Microcrambus niphosella
- Microcrambus oroesus
- Microcrambus paucipunctellus
- Microcrambus podalirius
- Microcrambus polingi
- Microcrambus priamus
- Microcrambus prolixus
- Microcrambus psythiella
- Microcrambus pusionellus
- Microcrambus pustulella
- Microcrambus retuselloides
- Microcrambus retusellus
- Microcrambus strabelos
- Microcrambus subretusellus
- Microcrambus tactellus
- Microcrambus terminellus
- Microcrambus zephyrus